# 香农·罗伯里
香农·罗伯里（英語：Shannon Rowbury，1984年9月19日—），生于加利福尼亚州旧金山，美国女子田径运动员，2009年世界田径锦标赛女子1500米铜牌得主、2016年世界室内田径锦标赛女子3000米铜牌得主。